# Iúlia Riabtxinska
Iúlia Riabtxinska   (Pisxanka, 21 de gener de 1947 - Poti, 13 de gener de 1973) fou una piragüista d'aigües tranquil·les ucraïnesa, que va competir sota bandera de la Unió Soviètica durant les dècades de 1960 i 1970.
El 1972 va prendre part en els Jocs Olímpics d'Estiu de Múnic, on guanyar la medalla d'or en la prova del K-1, 500 metres del programa de piragüisme. Tan sols quatre mesos després de la fi d'aquests Jocs va patir un accident mentre entrenava al llac Paleostomi, a la República Socialista Soviètica de Geòrgia que li provocà la mort. Des d'aleshores cada primavera es disputa una competició internacional en honor seu a Moscou.
En el seu palmarès també destaca una medalla d'or al Campionat del Món de piragüisme en aigües tranquil·les de 1971.